# Vesicomya laevis
Vesicomya laevis is een tweekleppigensoort uit de familie van de Vesicomyidae. De wetenschappelijke naam van de soort is voor het eerst geldig gepubliceerd in 1903 door Pelseneer.